# Сны северного моря
«Сны северного моря» — третий музыкальный альбом пейган-метал-группы Butterfly Temple. Был записан в конце 2001—2002 году и выпущен в 2002 году.
…посвящается лувеньгским тундрам, деревенскому лабиринту, таинственным могильникам и той части Карелии, которую мы имели честь лицезреть с несказанным удовольствием…

## Список композиций
| №                   | Название                                  | Текст песни                    | Музыка                        | Длительность |
| ------------------- | ----------------------------------------- | ------------------------------ | ----------------------------- | ------------ |
| 1.                  | «В туман…»                                | Лесьяр                         | Butterfly Temple              | 2:22         |
| 2.                  | «Кровь выйдет из рек»                     | Лесьяр                         | Butterfly Temple              | 5:58         |
| 3.                  | «Русалки»                                 | народное творчество            | Butterfly Temple              | 0:55         |
| 4.                  | «Солнцестояние»                           | Лесьяр                         | Butterfly Temple              | 4:38         |
| 5.                  | «Купало и Кострома»                       | народные, в обработке А. Асова | Butterfly Temple              | 3:18         |
| 6.                  | «Сны северного моря»                      | Лесьяр                         | Butterfly Temple              | 5:08         |
| 7.                  | «Берегиня»                                | Лесьяр                         | Butterfly Temple              | 1:14         |
| 8.                  | «По морю»                                 | народное творчество            | Butterfly Temple              | 4:28         |
| 9.                  | «Стрибога внуки»                          | Лесьяр                         | Butterfly Temple              | 0:19         |
| 10.                 | «Vikingtid»                               | Лесьяр                         | Butterfly Temple, Эдвард Григ | 3:30         |
| 11.                 | «Волки Одина» (акустическая версия)       | Лесьяр                         | Butterfly Temple              | 4:36         |
| 12.                 | «Былина о граде Вавилоне и Змее Тугарине» | народное творчество            | Butterfly Temple              | 1:40         |
| 13.                 | «Путь из Варяг в Греки»                   | Лесьяр                         | Butterfly Temple              | 2:41         |
| 14.                 | «Прощай / Из тумана…»                     | народное творчество            | Butterfly Temple              | 3:31         |
| 15.                 | «Последняя битва Богов»                   | Лесьяр                         | Butterfly Temple              | 2:40         |
| Общая длительность: | Общая длительность:                       | Общая длительность:            | Общая длительность:           | 47:07        |

## Участники записи
- Лесьяр — вокал, варган, кастаньеты
- Авен — клавишные
- Михаил — ритм-гитара
- Александр — бас
- Алексей — ударные
- Людмила — вокал
- Абрэй — вокал
- Антон Жданкин — акустическая гитара, соло-гитара

Записано в апреле 2001 — январе 2002, Москва, MYM-студия (Ян Сурвило).
Сведение и мастеринг — ТОН-студия (Александр Шульгин).
В записи использованы фрагменты кинофильма «Тринадцатый воин».
- Иван Нестеров — художник
- Дмитрий — оформление